# Unteraurach (Stegaurach)
Unteraurach (bambergisch: Ündäaurich) ist ein Gemeindeteil der Gemeinde Stegaurach im oberfränkischen Landkreis Bamberg in Bayern.

## Lage
Das Dorf liegt südöstlich des Kernortes Stegaurach an der Staatsstraße 2276 und an der am westlichen Ortsrand verlaufenden Bundesstraße 22. Südlich fließt die Aurach, östlich verläuft die Staatsstraße 2254, erstreckt sich das Naturwaldreservat Wolfsruhe und fließt die Regnitz.

## Baudenkmäler
In der Liste der Baudenkmäler in Stegaurach sind für Unteraurach drei Baudenkmäler aufgeführt: der ehemalige Wirtschaftshof des Klosters Michaelsberg, ein Bauernhaus und die Katholische Kapelle Schmerzhafte Muttergottes.